# شتيفن هامان
شتيفن هامان (بالألمانية: Steffen Hamann)‏ مواليد 14 يونيو 1981، هو لاعب كرة سلة ألماني بدأ مسيرته الاحترافية في سنة 1998. يبلغ طوله 6 قدم 4.5 بوصة (1.9 م).

## فرق لعب لها
- بروس باسكتس
- ألبا برلين
- بايرن ميونخ لكرة السلة

## روابط خارجية
- ستيفن هامان على موقع الاتحاد الدولي لكرة السلة (الإنجليزية)
- ستيفن هامان على موقع الدوري الأوروبي لكرة السلة (الإنجليزية)
- ستيفن هامان على موقع كرة السلة الأوروبية.كوم (الإنجليزية)
- ستيفن هامان على موقع DraftExpress.com (الإنجليزية)
- ستيفن هامان على موقع ريلجم (الإنجليزية)
- ستيفن هامان على موقع بروبوليرز (الإنجليزية)
- ستيفن هامان على موقع سبورتس رفرنس (الإنجليزية)
- ستيفن هامان على موقع أوليمبيديا (الإنجليزية)